# Nabrzeże Wieleckie w Szczecinie
Nabrzeże Wieleckie, pot. Arteria Nadodrzańska  – arteria komunikacyjna na osiedlach Stare Miasto i Nowe Miasto w Szczecinie, łącząca ulicę Krzysztofa Kolumba z ulicą Jana z Kolna i przebiegająca wzdłuż Odry Zachodniej. Dolną częścią Nabrzeża jest Bulwar Piastowski, stanowiący przed 1945 r. główną ulicę nadbrzeżną Starego Miasta. 

## Historia

### Geneza
Stare Miasto w Szczecinie było zniszczone w wyniku bombardowań alianckich w ok. 80%. Stało się to okazją do przebudowy układu komunikacyjnego w tej części miasta, planowanej jeszcze przed II wojną światową przez architektów miejskich Ernsta Lehnemanna i Hansa Bernharda Reichowa. Lehnemann planował przebić przez Stare Miasto nowy ciąg komunikacyjny po śladzie ulic Świętego Ducha i Panieńskiej, który miałby odciążyć zatłoczony Bollwerk. Planował on także wyburzenia kamienic w celu odsłonięcia zabytków.

### Budowa

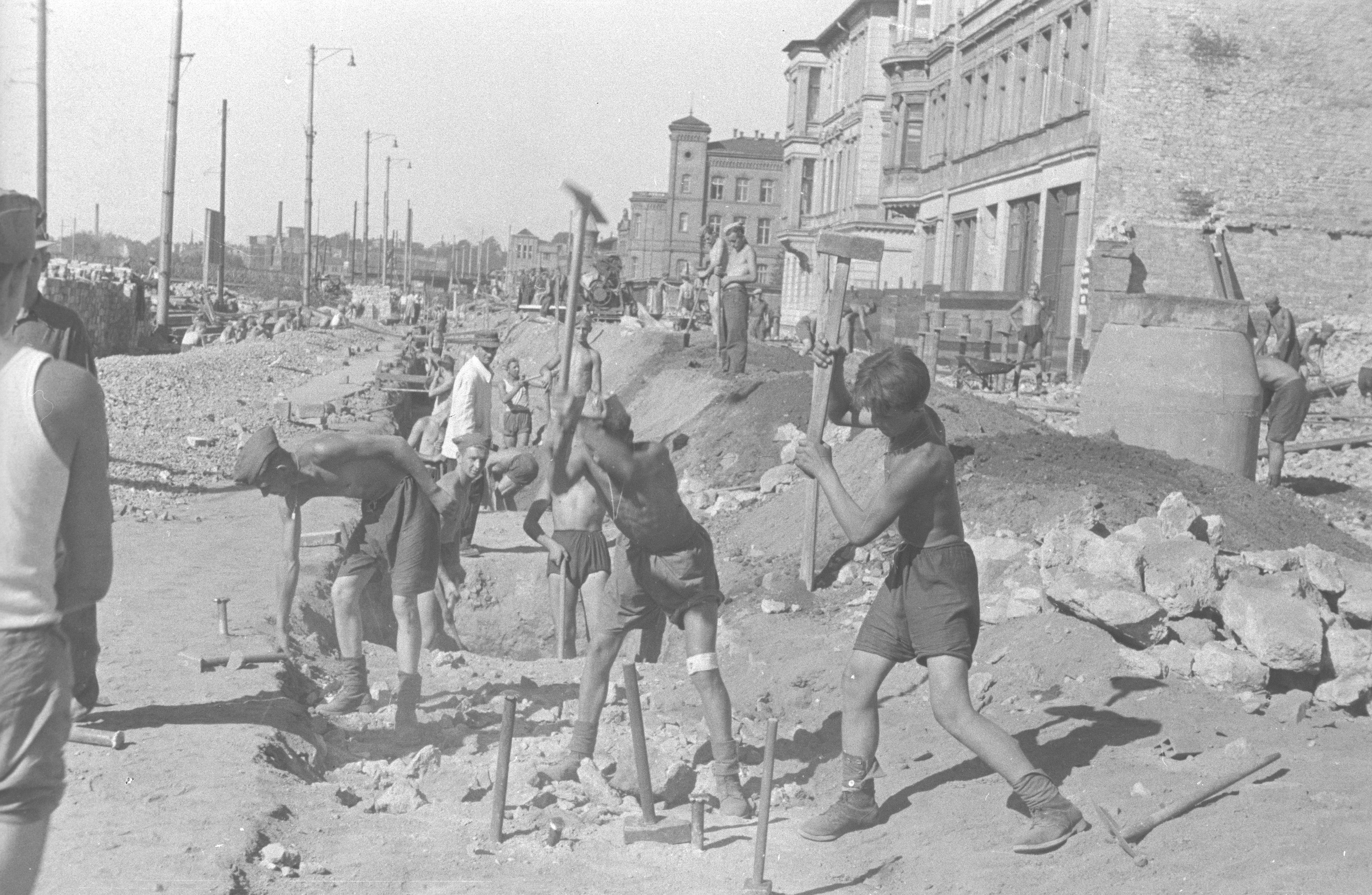
Junacy Powszechnej Organizacji „Służba Polsce” przy budowie Nabrzeża Wieleckiego, 1948.

Po 1945 r. w oparciu o poniemieckie plany pierwszy polski prezydent Szczecina Piotr Zaremba ogłosił wizję budowy nowoczesnej arterii komunikacyjnej nad Odrą, mającej połączyć Pomorzany z Policami. Prezydent postulował także odsłonięcie widoku na rzekę poprzez całkowite wyburzenie zniszczonej w czasie wojny zabudowy Podzamcza, z wyjątkiem kilku obiektów uznanych za zabytkowe. Uważał, że Arteria Nadodrzańska, jak określił przedsięwzięcie, będzie najważniejszą osią komunikacyjną Szczecina, a mieszkańcy będą mogli z jednej strony podziwiać odsłonięte i odnowione zabytki, a z drugiej rzekę. 
Projekt sporządziła Pracowni Urbanistycznej Zarządu Miasta. Przewidziano budowę dwupasmowej arterii z wydzielonym torowiskiem tramwajowym oraz założenie rozległego terenu zielonego rozciągającego się w kierunku Ratusza Staromiejskiego, Baszty Panieńskiej i Zamku Książąt Pomorskich. Z uwagi na dużą ilość gruzu po zniszczonych w czasie wojny lub wyburzonych kamienicach, którego nie można było usunąć w całości, zdecydowano się na podniesienie terenu pod ulicę o dwa metry względem historycznego bulwaru, który w dalszym ciągu miał pełnić funkcje przeładunkowe i rekreacyjne. Projekt został zaakceptowany przez rząd PRL w sierpniu 1947 r. i jeszcze w tym samym roku wyburzono odbudowane już kamienice przy kościele św. Jana Ewangelisty. Wyburzano kamienice do wysokości piwnic a po usunięciu stropów zasypywano piwnice gruzem. Następnie teren pokrywano kolejnymi warstwami gruzu aż do podniesienia go względem starego poziomu bulwaru. Brakowało środków państwowych na sprzęt i materiały budowlane, toteż miasto dokonywało rozbiórek ruin zabudowy staromiejskiej i sprzedaży cegieł do środkowej Polski w celu umożliwienia finansowania inwestycji.
Rozbudowę Arterii Nadodrzańskiej przerwano na początku lat 50. XX wieku i skoncentrowano się na dokończeniu odcinka w ciągu bulwaru Vasco da Gama (dzisiejszego Nabrzeża Wieleckiego).

### Po 1950

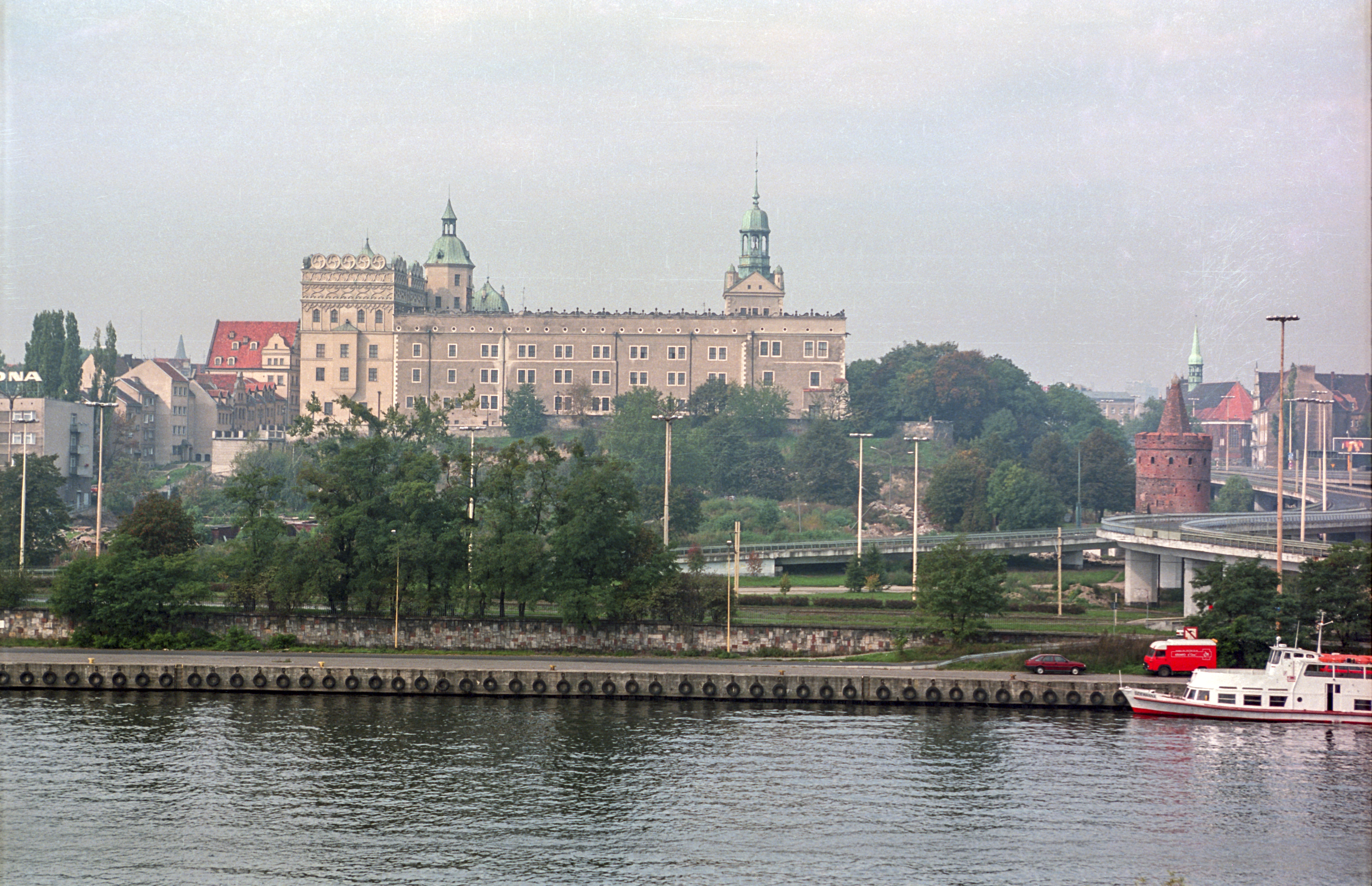
Nabrzeże Wieleckie na wysokości Zamku Książąt Pomorskich, 2007.

W trakcie jednej z późniejszych modernizacji skrzyżowania ulic Wyszyńskiego i Nabrzeża Wieleckiego zbudowano jezdnię w kształcie pętli, która umożliwia skierowanie ruchu samochodowego z Mostu Długiego w lewo na Nabrzeże Wieleckie w kierunku głównego dworca kolejowego. Jezdnia ta zyskała potoczną nazwę Ucho Sternickiego od jej projektanta inż. Andrzeja Sternickiego. Był on dyrektorem Biura Studiów i Projektów Komunikacji „Trasoprojekt" a potem dyrektorem Biura Projektów Budownictwa Komunalnego.
24 maja 2020 r. rozpoczęła się modernizacja torowiska tramwajowego wraz z siecią trakcyjną na Nabrzeżu Wieleckim na odcinku od ulicy Krzysztofa Kolumba do przystanku Wyszyńskiego położonego w Uchu Sternickiego włącznie. Prace zakończono 12 grudnia tego samego roku.
Latem 2021 udostępniono nowe przejście dla pieszych na przedłużeniu ulicy Opłotki, które połączyło Nabrzeże Wieleckie z Bulwarem Piastowskim. Zmieniono organizację ruchu w obrębie przejścia poprzez montaż szykan ograniczających prędkość samochodów.

## Krytyka

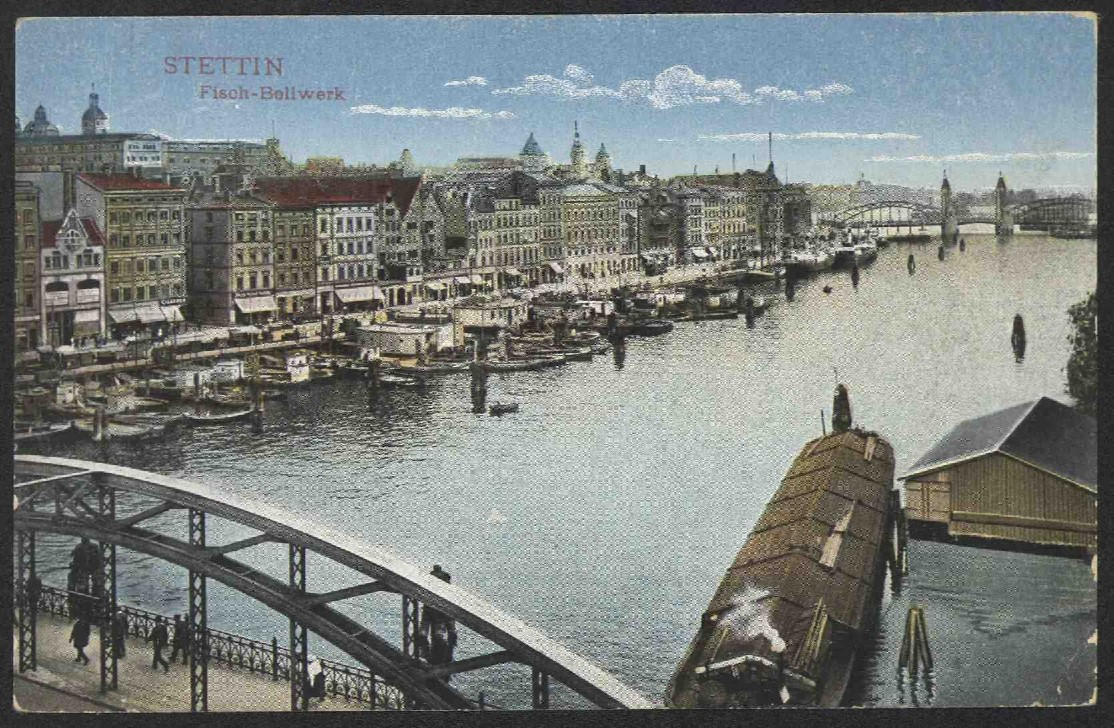
Zabudowa nad Bulwarem Piastowskim przed 1945; obecnie w jej miejscu przebiega Nabrzeże Wieleckie.

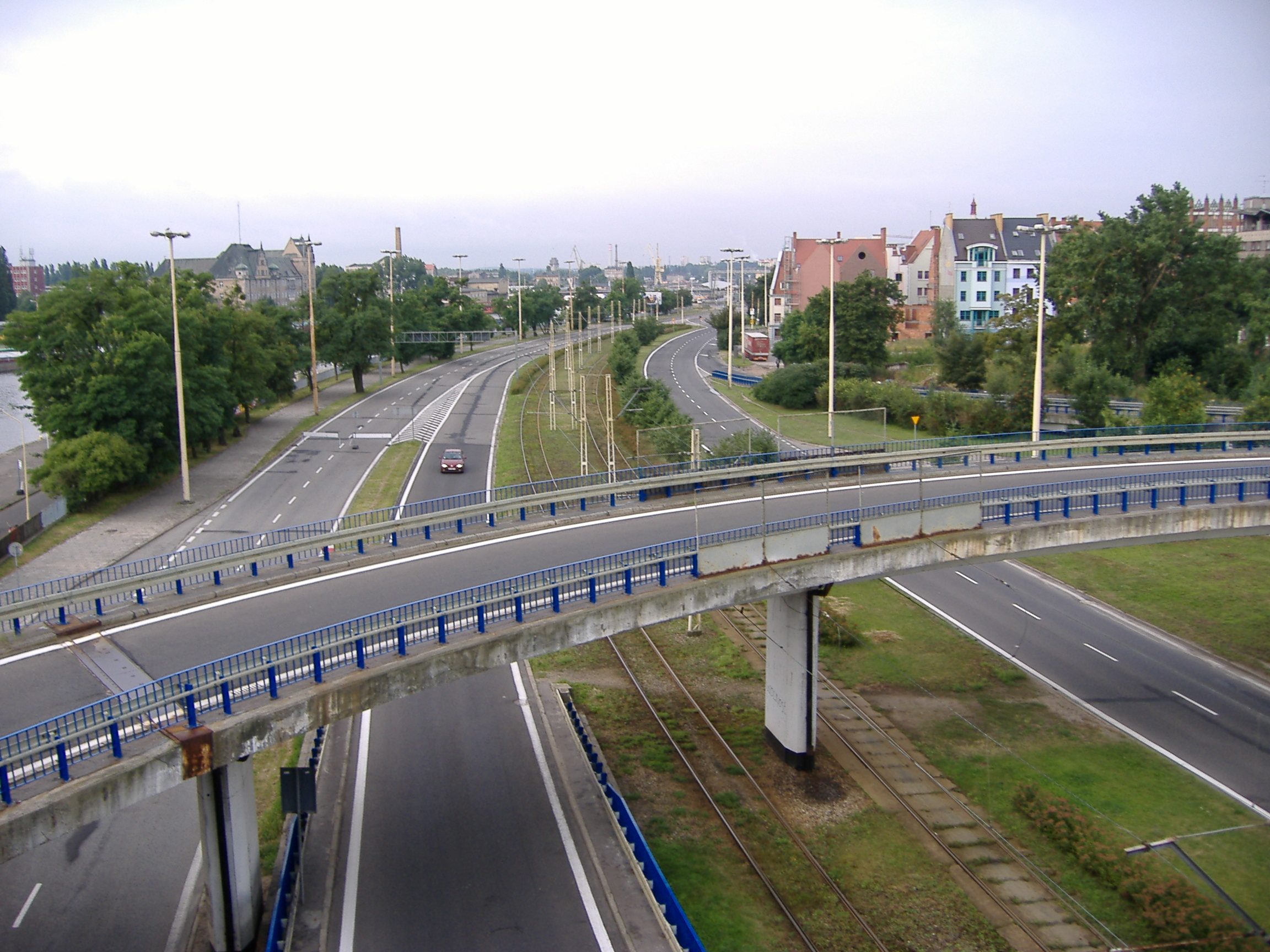
Nabrzeże Wieleckie jako bufor między odbudowywanym Podzamczem a Odrą.

W kwietniu 1948 r. sprzeciw wobec budowy Arterii Nadodrzańskiej w miejscu historycznej zabudowy staromiejskiej złożyli miejscowi konserwatorzy zabytków wraz z Polskim Towarzystwem Krajoznawczym, ale Generalny Konserwator Zabytków Jan Zachwatowicz poparł budowę Arterii i podzielił pogląd Zaremby o konieczności odsłonięcia widoku na Zamek.
Współcześnie Nabrzeże Wieleckie, będące częścią Arterii Nadodrzańskiej, pozostaje obiektem wzbudzającym kontrowersje ze względu na odsunięcie miasta od rzeki, z którą było ono nierozerwalnie związane przez wiele wieków. Piotr Fiuk, szczeciński architekt związany z Zachodniopomorskim Uniwersytetem Technologicznym, ocenia, że:

Szeroka trasa spowodowała „odcięcie” szczecińskiej starówki od odrzańskiego bulwaru, wzdłuż którego przez stulecia koncentrowała się działalność handlowo-usługowa portowego ośrodka. Jednakże przebieg przestronnej osi komunikacyjnej nie uzyskał – do dziś – kontynuacji poza granicami Starego Miasta [sic!].

W 1990 r. inny szczeciński architekt Krzysztof Sałaciński opublikował artykuł na łamach czasopisma „Solidarność Szczecińska”, w którym określił budowę Arterii mianem „barbarzyńskiej dewastacji”. Jeszcze przed śmiercią w 1993 r. Piotr Zaremba odniósł się do zarzutów i uznał, że wobec zniszczeń na Starym Mieście wybrano koncepcję, która pozwoliła skorzystać z zastałego totalnego zniszczenia i trasę tę zmodernizować zgodnie z techniką XX wieku, prowadząc ją na górnym poziomie, pozostawiając stary bulwar na dolnym poziomie jako nabrzeże przeładunkowe dla żeglugi rzecznej. Ponadto podkreślił, że nie zgadza się z tezą, jakoby arteria spowodowała odwrócenie miasta od rzeki. Wręcz przeciwnie szerokie, zadrzewione pasmo bulwaru pozwoli na stworzenie wzdłuż Podzamcza nowej nadrzecznej fasady miasta.

## Koncepcje przebudowy

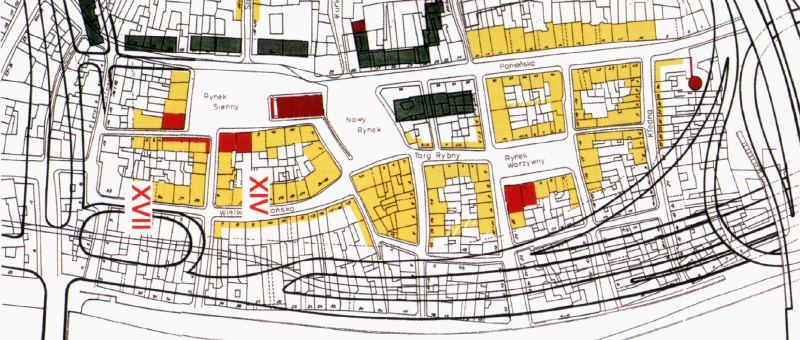
Ulica Nabrzeże Wieleckie na tle przedwojennej siatki ulic i zabudowań

W 2006 r. miasto rozważało przebudowę Nabrzeża Wieleckiego na deptak. Helena Freino, szczecińska urbanistka, w wywiadzie dla Gazety Wyborczej stwierdziła, że szerokie trasy przecięły miasta, powodując upadek odizolowanych części. Tak stało się m.in. w Szczecinie, gdzie arteria odcięła miasto od rzeki. To jednak ważna trasa tranzytowa. Ulokowana w złym miejscu, ale ważna. Musi być zastąpiona przez śródmiejską obwodnicę. Ówczesny wiceprezydent Szczecina Zbigniew Zalewski uzależnił możliwość likwidacji Nabrzeża Wieleckiego od budowy obwodnicy śródmiejskiej.
W 2014 r. miasto Szczecin ogłosiło przetarg na zaprojektowanie nowego Mostu Kłodnego, z którego budową wiązałaby się przebudowa Nabrzeża Wieleckiego. W założeniach zapisano zwężenie Nabrzeża Wieleckiego do 6,5 m na odcinku od ulicy Kurza Stopka do nowego mostu i budowę torowiska tramwajowego współdzielonego z pasami ruchu. Przebudowa dalszych odcinków ulicy miałaby mieć miejsce przy okazji przebudowy skrzyżowania przed Mostem Długim. Zwężenie ulicy na wspomnianym odcinku umożliwiłoby odtworzenie dwóch kwartałów zabudowy bezpośrednio przylegających do Bulwaru Piastowskiego. Plany dotyczące Mostu Kłodnego i przebudowy Nabrzeża Wieleckiego odłożono na przyszłość z uwagi na konieczność pozyskania zewnętrznego dofinansowania.